# 1900年—1999年條約列表
以下是1900年－1999年國際上的條約、歷史協議、和約、敕令、公約等等的年表：
| 年份   | 名稱                                                        | 概要 |
| ------ | ----------------------------------------------------------- | --- |
| 1900年 | 1900年巴黎條約                                              | 結束了大陸大區 (赤道畿內亞)所有的主權糾紛。                                                                 |
| 1901年 | 海－龐斯富特條約                                            | 取代克萊頓-布爾沃條約。                                                                                     |
| 1901年 | 辛丑條約                                                    | 列強與中國簽訂的和約。                                                                                      |
| 1902年 | 英日同盟                                                    | 英國和日本的聯盟協議。                                                                                      |
| 1902年 | 弗里尼欣條約                                                | 結束了第二次布爾戰爭。                                                                                      |
| 1903年 | 古美條約                                                    | 古巴將關塔那摩灣地區租予美國。                                                                              |
| 1903年 | 海－埃蘭條約                                                | 美國意圖租下巴拿馬運河。                                                                                    |
| 1903年 | Hay-Herbert Treaty                                          | 英國與美國就阿拉斯加和加拿大邊界位置的協議。                                                                |
| 1903年 | 海約翰-比諾-瓦里亞條約                                      | 建立巴拿馬運河區。                                                                                          |
| 1903年 | 石城條約                                                    | 結束了玻利維亞和巴西之間在阿克里領土上的緊張局勢。                                                          |
| 1904年 | 拉薩條約                                                    | 英國侵略軍強迫西藏代表簽定的不平等條約。                                                                    |
| 1905年 | 樸次茅斯和約                                                | 結束了日俄戰爭。                                                                                            |
| 1905年 | Treaty of Björkö                                            | 德意志帝國與俄羅斯的互相防衛秘密協議。                                                                      |
| 1905年 | 桂太郎-塔虎脫協定                                           | 日本與美國關於亞洲勢力範圍的協議。                                                                          |
| 1905年 | 乙巳條約                                                    | 大韓帝國與大日本帝國簽署；1965年廢除。                                                                      |
| 1906年 | 日內瓦第二公約                                              | 明確說明如何處理在海上軍事力量的傷者、病者及沉船遇難者。                                                    |
| 1907年 | 英俄條約                                                    | 界定大英帝国和俄罗斯帝国在中亚及中国西藏地区的势力范围。                                                    |
| 1909年 | 1909年英国-暹罗条约                                         | 暹羅與大英帝國正式瓜分馬來西亞州屬。                                                                        |
| 1909年 | 間島協約                                                    | 控制朝鲜半岛的日本政府以承认间岛属于清朝的方式，换取日本在南满洲修建铁路的权力。                            |
| 1910年 | 日韓合併條約                                                | 日本正式開始佔據韓國；1965年宣布無效及廢除。                                                                |
| 1912年 | 國際鴉片公約                                                | 第一次國際藥品管制條約。                                                                                    |
| 1913年 | 1913年倫敦條約                                              | 結束了第一次巴爾幹戰爭。                                                                                    |
| 1913年 | 布加勒斯特條約                                              | 結束了第二次巴爾幹戰爭 。                                                                                   |
| 1913年 | 1913年西蒙條約                                              | 蒙古與西藏聯盟。                                                                                            |
| 1914年 | 布萊安-查莫羅條約                                           | 美國取得尼加拉瓜所有運河、在豐塞卡灣建立海軍基地、及租用加勒比地區的大和小馬伊斯群島的權利；1916年認可      |
| 1915年 | 1915年倫敦條約                                              | 意大利參與第一次世界大戰。                                                                                  |
| 1916年 | 賽克斯-皮科協定                                             | 法國與英國界定在中東的勢力範圍。                                                                            |
| 1916年 | 1916年布加勒斯特條約                                        | 羅馬尼亞與Entente結盟。                                                                                     |
| 1917年 | 藍辛-石井協定                                               | 美國與日本的貿易條約。                                                                                      |
| 1917年 | 科孚宣言                                                    | 成立南斯拉夫王國的意向書。                                                                                  |
| 1918年 | 穆德洛斯停戰協定                                            | 結束第一次世界大戰私中東部份及強迫鄂圖曼聲明放棄大部份帝國保有地。                                          |
| 1918年 | 巴統條約                                                    | 亞美尼亞民主共和國與鄂圖曼帝國簽訂。                                                                        |
| 1918年 | 布列斯特-立陶夫斯克條約                                     | 蘇俄退出了第一次世界大戰。                                                                                  |
| 1918年 | 1918年布加勒斯特條約                                        | 羅馬尼亞與同盟國簽訂；從未正式確認。                                                                        |
| 1919年 | 聖日耳曼條約                                                | 奧匈帝國正式解散。                                                                                          |
| 1919年 | 凡爾賽和約                                                  | 正式結束了第一次世界大戰。                                                                                  |
| 1919年 | 费萨尔魏兹曼协议                                            | 阿拉伯與猶太人在中東合作的協議。                                                                            |
| 1919年 | 拉瓦爾品第條約                                              | 英國與阿富汗在第三次英阿戰爭期間的條約；英國承認阿富汗獨立；1921年修正。                                    |
| 1920年 | 1920年巴黎條約                                              | 比薩拉比亞與羅馬尼亞的聯盟。                                                                                |
| 1920年 | 1920年布爾諾條約                                            | 分別接受所有奧地利及捷克斯洛伐克語族群的居民歸化入籍。                                                      |
| 1920年 | 1920年拉巴洛條約                                            | 意大利與塞爾維亞人、克羅地亞人和斯洛文尼亞人王國（之後為南斯拉夫王國）的條約。                              |
| 1920年 | 塔爾圖和約                                                  | 建立俄羅斯與芬蘭之間的邊界。                                                                                |
| 1920年 | 塔爾圖條約                                                  | 建立俄羅斯與愛沙尼亞之間的邊界。                                                                            |
| 1920年 | 特里亞農條約                                                | 為剛獨立的匈牙利制訂邊界。                                                                                  |
| 1920年 | 色佛爾條約                                                  | 一戰後奧斯曼土耳其帝國被迫和協約國簽署的不平等條約。                                                        |
| 1920年 | 拉脫維亞－蘇維埃里加和約                                      | 拉脫維亞與蘇俄的和約。                                                                                      |
| 1920年 | 亞歷山德羅波爾條約                                          | 結束了土耳其民族獨立主義者與亞美尼亞共和國的戰爭。                                                          |
| 1920年 | 斯瓦爾巴條約                                                | Spitsbergen（現稱為斯瓦爾巴）的北極圈列島成為挪威王國的一部份。                                             |
| 1921年 | 法波軍事聯盟                                                | 活躍於1921至1940年的波蘭與法國的軍事聯盟。                                                                  |
| 1921年 | 英愛條約                                                    | 結束了英愛戰爭及產生了愛爾蘭自由邦。                                                                        |
| 1921年 | 里加和約                                                    | 結束了波蘇戰爭。                                                                                            |
| 1921年 | “汤姆森 - 乌鲁替亚条约”                                     | 美國支付2,500萬美元予哥倫比亞以換取巴拿馬的獨立。                                                           |
| 1921年 | 1921年柏林條約                                              | 戰後美國和德國單獨簽訂的和平恊定。                                                                          |
| 1921年 | 卡爾斯條約                                                  | 土耳其與外高加索蘇維埃聯邦社會主義共和國的友好條約。                                                        |
| 1921年 | 1921年安卡拉條約                                            | 法國同意撤出奇里乞亞以交換土耳其經濟上的讓步；土耳其承認法國在敘利亞的帝國主權。                            |
| 1921年 | 1921年蘇波友好條約                                          | 承認伊朗及蘇聯雙方在裏海有全面及平等的航運權利。                                                            |
| 1921年 | 1921年莫斯科條約                                            | 土耳其大國民議會與蘇俄布爾什維克政府的友好條約。                                                            |
| 1922年 | 華盛頓海軍條約                                              | 限制海軍軍備的條約。                                                                                        |
| 1922年 | 1922年拉巴洛條約                                            | 威瑪共和國與俄羅斯蘇維埃聯邦社會主義共和國簽訂。                                                            |
| 1923年 | 洛桑條約                                                    | 定下現今土耳其的國界。                                                                                      |
| 1923年 | 比目魚條約                                                  | 加拿大與美國關於在北太平洋的捕漁協議。                                                                      |
| 1924年 | 1924年羅馬條約                                              | 廢除1920年拉巴洛條約中造成獨立Fiume自由州的部份；里耶卡將併入意大利，而舒沙克所屬的城鎮則歸於南斯拉夫王國。 |
| 1925年 | 羅加諾公約                                                  | 第一次世界大戰西歐協約國與中及東歐新國的七份公約。                                                          |
| 1926年 | 1926年柏林協議                                              | 德國與蘇聯承諾中立。                                                                                        |
| 1927年 | 吉達條約                                                    | 現今沙地阿拉伯從英國獨立。                                                                                  |
| 1928年 | 非戰公約                                                    | 召集「放棄以戰爭作為國家政策之手段」。                                                                      |
| 1929年 | 拉特蘭條約                                                  | 意大利王國與梵蒂岡雙方正式互相承認。                                                                        |
| 1929年 | 第三次日內瓦公約                                            | 制定處理戰俘的規則。                                                                                        |
| 1930年 | 倫敦海軍條約                                                | 規定潛水艇競爭與建造。                                                                                      |
| 1931年 | 1931年西敏法令                                              | 產生英聯邦。                                                                                                |
| 1932年 | 蘇波互不侵犯公約                                            | 波蘭與蘇聯簽訂的互不侵犯國際條約。                                                                          |
| 1932年 | 日滿議定書                                                  | 日本承認滿洲國。                                                                                            |
| 1934年 | 德波互不侵犯公約                                            | 納粹德國與波蘭第二共和國簽訂的互不侵犯國際條約；雙方保證以雙邊談判解決糾紛。                                |
| 1934年 | 巴爾幹公約                                                  | 希臘、土耳其、羅馬尼亞及南斯拉夫簽訂；簽約國同意暫時擱置互相之間的所有疆土糾紛。                            |
| 1935年 | 蘇法互不侵犯公約                                            | 法國與蘇聯為遏制德國侵略的雙邊公約。                                                                        |
| 1935年 | 建立通商航海条约                                            | 加強1921年蘇波友好條約。                                                                                    |
| 1936年 | 1936年英埃條約                                              | 除必須保蘇彝士運河及周邊地區外，英國部隊撤出埃及。                                                          |
| 1936年 | 1936年法敘獨立條約                                          | 法國準備給敘利亞獨立。                                                                                      |
| 1937年 | 國際管制捕鯨協議                                            | 建立捕鯨作業的限制；議定書在1938年簽署及在1945年再簽署。                                                    |
| 1937年 | 薩達巴德公約                                                | 土耳其、伊朗、伊拉克及阿富汗的互不侵犯公約。                                                                |
| 1938年 | 慕尼黑協定                                                  | 割讓蘇台德地區給德國。                                                                                      |
| 1939年 | 莫洛托夫—里賓特洛甫條約                                     | 蘇聯與德國的互不侵犯條約。                                                                                  |
| 1940年 | 1940年莫斯科和平條約                                        | 結束了冬季戰爭。                                                                                            |
| 1940年 | 通商航海條約                                                | 加強伊朗與蘇聯的建立通商航海条约。                                                                          |
| 1940年 | 克拉約瓦條約                                                | 羅馬尼亞將領土割讓給保加利亞。                                                                              |
| 1942年 | 1942年英蘇條約                                              | 英國與蘇聯建立軍事及政治聯盟的20年互助協議。                                                                |
| 1944年 | 布雷頓森林協定                                              | 建立主要工業國間的商業及金融規則。                                                                          |
| 1944年 | 鐵托協議                                                    | 意圖合併南斯拉夫政府。                                                                                      |
| 1944年 | 國際民用航空公約                                            | 成立國際民航組織；1947年正式認可。                                                                          |
| 1944年 | 倫敦議定書                                                  | 準備限德國分為三個佔領區。                                                                                  |
| 1945年 | 瓦尔基扎条约                                                | 試圖官方結束希臘內戰。                                                                                      |
| 1945年 | 聯合國憲章                                                  | 成立聯合國。                                                                                                |
| 1945年 | 万夫里德协议                                                | 將三條黑森村莊移交蘇聯及二條Eichsfeld村莊移交美國。                                                         |
| 1946年 | 百慕達協議                                                  | 美國與英國的雙邊民航協議。                                                                                  |
| 1946年 | 格鲁伯 - 加斯派瑞协议                                       | 讓意大利保留波爾扎諾自治省及特倫托自治省，但須保證其自治。                                                  |
| 1946年 | 1946年國際管制捕鯨公約                                      | 取代國際管制捕鯨協議；規管59個成員國的商業、科學及土著居民生計的捕鯨作業。                                  |
| 1946年 | 1946年成功湖議定書                                          | 將原來指定給國際聯盟藥物管制的工能轉給聯合國。                                                              |
| 1946年 | 1946年馬尼拉條約                                            | 美國承認菲律賓獨立。                                                                                        |
| 1946年 | 1946年倫敦條約                                              | 大不列顛承認外約旦獨立。                                                                                    |
| 1947年 | 彬龍協議                                                    | 撣邦、緬甸、克欽邦、欽邦及英國統治下的各邦聯合向英國爭取獨立。                                              |
| 1947年 | 關稅暨貿易總協定                                            | 建立國際貿易規則。                                                                                          |
| 1947年 | 1947年巴黎和平條約                                          | 正式結束第二次世界大戰。                                                                                    |
| 1947年 | 美洲國家間互助條約                                          | 美洲多國簽署的防衛協議。                                                                                    |
| 1949年 | 北大西洋公約                                                | 成立北大西洋公約組織。                                                                                      |
| 1949年 | 第四次日內瓦公約                                            | 設立保護戰爭中公民的守則。                                                                                  |
| 1949年 | 1949年海牙條約                                              | 荷蘭給予印尼（不包括南摩鹿加群島及西新畿內亞）獨立。                                                        |
| 1949年 | 1949年倫敦條約                                              | 產生歐洲委員會。                                                                                            |
| 1950年 | 利亞格特-尼赫魯協定                                         | 巴基斯坦與印度簽訂。                                                                                        |
| 1950年 | Treaty of Zgorzelec                                         | 建立波蘭與東德間之邊界。                                                                                    |
| 1951年 | 美菲共同防禦條約                                            | 菲律賓與美國的共同防禦條約。                                                                                |
| 1951年 | 防止及懲治滅絕種族罪公約                                    | 界定及宣布種族滅絕為不合法。                                                                                |
| 1951年 | 三藩市和約                                                  | 正式結束同盟國與日本的戰爭。                                                                                |
| 1951年 | 美日安全條約                                                | 美國與日本的共同防禦協議；1952年生效。                                                                      |
| 1951年 | 美日共同防禦協助協議                                        | 容許美隊在日本駐守以鼓勵日本只有自衛性武裝；1954年實行。                                                    |
| 1952年 | 太平洋安全保障條約                                          | 澳洲、紐西蘭與美國聯盟。                                                                                    |
| 1952年 | 台北和約                                                    | 日本國與中華民國的和約。                                                                                    |
| 1952年 | 德國條約                                                    | 西德與西方盟國（法國、英國、美國）恢復西德（有限）主權的協議。                                              |
| 1954年 | 中部公約組織                                                | 中東國家與英國聯盟。                                                                                        |
| 1954年 | 東南亞集體防務條約                                          | 成立東南亞公約組織（SEATO）。                                                                               |
| 1955年 | 奧地利國家條約                                              | 在奧地利重新建立一個主權的民主的共和國。                                                                    |
| 1955年 | 西蒙斯敦協議                                                | 英國皇家海軍將南非西蒙斯敦交出，並將南非海軍指揮權移交給南非。                                              |
| 1955年 | 華沙條約                                                    | 中及東歐共產主義國家的聯盟。                                                                                |
| 1956年 | 1956年日蘇聯合聲明                                          | 蘇聯與日本在二次大戰後從新建立外交關係。                                                                    |
| 1957年 | 英馬防衛協議                                                | 為獨立的馬來亞提供防衛傘。                                                                                  |
| 1957年 | 羅馬條約                                                    | 成立歐洲經濟共同體。                                                                                        |
| 1957年 | 國際原子能條約                                              | 成立國際原子能機構。                                                                                        |
| 1958年 | 1958年美英共同防禦協議                                      | 美國與英國在核武合作上的雙邊條約。                                                                          |
| 1958年 | 聯合國海洋法公約                                            | 對內水、領海、臨接海域、大陸架、專屬經濟區、公海等重要概念做了界定。                                        |
| 1959年 | 南極條約                                                    | 南極洲僅用於和平目的，保證科學考察的自由，促進科學考察合作，禁止進行一切軍事活動；1961年正式執行。          |
| 1960年 | 美日安保條約                                                | 冷戰時期加強日本與西方的聯繫。                                                                              |
| 1960年 | 印度河水協定                                                | 印度與巴基斯坦的水資源分享協議。                                                                            |
| 1960年 | 1960年蒙得維的亞協議                                        | 成立ALA-LC組織或拉丁美洲自己貿易協會。                                                                      |
| 1961年 | 軍備控制與裁軍署                                            | 以軍備控制及裁減軍備手段來加強美國國家安全。                                                                |
| 1961年 | 哥倫比亞河協議                                              | 加拿大與美國在發展及經營上哥倫比亞河盤地的協議。                                                            |
| 1961年 | 維也納外交關係公約                                          | 規範執行外交任務所需之外交特權及外交豁免權；1964年實行。                                                    |
| 1961年 | 進步聯盟                                                    | 旨在推動北美與南美的經濟合作。                                                                              |
| 1961年 | 麻醉品單一公約                                              | 反對違法麻醉品製造和走私的國際條約。                                                                        |
| 1961年 | 1961年減少無國籍狀態公約                                    | 減少無國籍狀態的國際條約；1975年實行。                                                                      |
| 1962年 | 拿騷協定                                                    | 英國提供英國裝有核彈頭北極星導彈以交換在格拉斯哥附近Holy Lochin的核潛艇基地。                               |
| 1963年 | 維也納領事關係公約                                          | 將領事工作編成守則的多邊條約。                                                                              |
| 1963年 | 維也納核子損害賠償公約                                      | 制定任何形式核損毀責任的規則。                                                                              |
| 1963年 | 部分禁止核試驗條約                                          | 禁止地底以外的所有核武試爆。                                                                                |
| 1963年 | 法德友好條約                                                | 法國與德國在外交政策、經濟及軍事整合、交換生上共同合作的協議。                                              |
| 1963年 | 統一發明專利之某些實體法概念史特拉斯堡公約                  | 協調歐洲各國的專利法。                                                                                      |
| 1965年 | 合併條約                                                    | 組織歐洲煤鋼共同體、歐洲經濟共同體及歐洲原子能共同體；創設歐洲委員會及歐盟理事會；1967年7月1日生效。        |
| 1965年 | 日韓基本條約                                                | 建立日、韓（南韓）基本關係。                                                                                |
| 1967年 | 特拉特洛爾科條約                                            | 禁止拉丁美洲及加勒比海存有核武。                                                                            |
| 1967年 | 曼谷宣言                                                    | 東盟的成立文件。                                                                                            |
| 1967年 | 建立世界知識產權組織公約                                    | 建立世界知識產權組織。                                                                                      |
| 1967年 | 外層空間條約                                                | 禁止在天體或外太空放置核武器或其他大殺傷力武器。                                                            |
| 1968年 | 核不擴散條約                                                | 藉由防止核武器擴散、裁減軍備及使用核技術作和平用途來限制核子武的器擴散。                                    |
| 1969年 | 維也納條約法公約                                            | 將現存的國際海關法編成條約並作出補漏及澄清。                                                                |
| 1969年 | 阿魯沙協議                                                  | 建立歐洲共同體與肯雅、烏干達與坦桑尼亞進一步的經濟關係；1971年實行。                                        |
| 1970年 | 專利合作條約                                                | 規定統一的專利申請歸檔程序以保障國際性發明；1978年實行；1979年修正；1984及2001年修改。                      |
| 1970年 | 1970年邊界條約                                              | 結束美國與墨西哥的邊界爭議。                                                                                |
| 1970年 | 1970年華沙條約                                              | 西德與波蘭人民共和國 承認奧德河—尼斯河線是波蘭的實際邊界；1972年正式認可。                                  |
| 1971年 | 精神藥物公約                                                | 試圖規管安非他明、barbiturates｜巴比妥酸鹽及LSD等精神藥品。                                                 |
| 1971年 | 五國防禦協議                                                | 澳洲、馬來西亞、紐西蘭、新加坡及英國的保安協議。                                                            |
| 1971年 | 濕地公約                                                    | 保護與合理利用濕地；1975年實行。                                                                            |
| 1971年 | 國際專利分類斯特拉斯堡協定                                  | 制定專利的共同分類；1975年實行；1979年修訂。                                                                |
| 1971年 | 禁止在海床洋底及其底土 安置核武器和其他大規模毀滅性武器條約 | 禁止在12哩海岸區以外海床安置核武器；1972年生效。                                                            |
| 1972年 | 反彈道飛彈條約                                              | 限制反彈道飛彈（ABM）部署數量的條約。                                                                       |
| 1972年 | 兩德基礎條約                                                | 東、西德建立關係；1973年生效。                                                                              |
| 1972年 | 生物武器會議                                                | 第一份禁止生產整類生物武器（除少量醫療及防衛目的）的多邊裁軍條約。                                          |
| 1972年 | 保護南極海豹公約                                            | 為南極海豹提供保護；1978年實施。                                                                            |
| 1972年 | 防止傾倒廢物和其他物料污染海洋的公約                        | 管控經由船隻、飛機及平台蓄意傾倒造成的海洋污染。                                                            |
| 1972年 | 中華人民共和國政府與日本政府的聯合聲明                      | 中國與日本建交，實現邦交正常化。                                                                            |
| 1972年 | 西姆拉條約                                                  | 印度與巴基斯坦在 孟加拉國解放戰爭之後關係正常化。                                                           |
| 1973年 | 歐洲專利公約                                                | 創立歐洲專利組織的多邊協議。                                                                                |
| 1973年 | 巴黎和平協約                                                | 美國正式撤出越南。                                                                                          |
| 1973年 | 永珍條約                                                    | 老撾君主政府與共產主義的老撾人民軍達成停火協議。                                                            |
| 1974年 | 日澳候鳥協議                                                | 澳洲與日本盡力減少對兩國間候鳥所到之主要地區的傷害；1981年生效。                                            |
| 1974年 | 極限禁試條約                                                | 設立禁止裝置超過150千噸威力的核試的核子「門檻」。                                                           |
| 1975年 | 奧西莫條約                                                  | 意大利與南斯拉夫瓜分第里雅斯特自由邦。                                                                      |
| 1975年 | 拉各斯協議                                                  | 成立西非國家經濟共同體。                                                                                    |
| 1976年 | 禁止為軍事或任何其他敵對目的使用改變環境技術公約            | 禁止將改變環境技術作軍事用途；1978年實行。                                                                  |
| 1977年 | 托裏霍斯-卡特條約                                           | 廢除海約翰-比諾-瓦里亞條約並保證巴拿馬在1999年後有巴拿馬運河的最終控制權。                                  |
| 1978年 | 大衛營協議                                                  | 埃及與以色列的協議。                                                                                        |
| 1978年 | 中日和平友好條約                                            | 中國與日本的和平條約。                                                                                      |
| 1979年 | 以埃和約                                                    | 以色列和埃及同意互相承認對方；以色列同意撤出西奈半島來交換以色列船隻自由進出蘇彝士運河。                    |
| 1979年 | 月球公約                                                    | 將天體的司法管轄權轉給國際共同體；1984年實行。                                                              |
| 1979年 | 1979年蒙得維的亞協議                                        | 阿根廷與智利同意以和平手段解決在比格爾海峽的疆界糾紛。                                                      |
| 1983年 | 澳紐緊密經濟關係貿易協定                                    | 紐西蘭與澳洲的自由貿易協議。                                                                                |
| 1984年 | 中英聯合聲明                                                | 英國將香港交給中國。                                                                                        |
| 1984年 | 恩科馬蒂協定                                                | 莫桑比克與南非的互不侵犯協議。                                                                              |
| 1984年 | 阿拉伯－非洲聯盟條約                                        | 摩洛哥與利比亞建立阿拉伯-非洲聯盟。                                                                         |
| 1984年 | 1984年阿根廷－智利和平友好條約                              | 解決阿根廷與智利在皮克顿，伦诺克斯和新瓦島的主權的糾紛。                                                    |
| 1985年 | 廣場協議                                                    | G5同意干預外匯市場使美元兌日圓及西德馬克貶值。                                                              |
| 1985年 | 神根公約                                                    | 取消神根公約國相互之間的邊境檢查點，並協調對神根區之外的邊境控制。                                          |
| 1985年 | 硫磺渦排議定書                                              | 到1993年減少硫磺排放30%；1987年生效。                                                                       |
| 1985年 | 拉羅通加條約                                                | 南太平洋正式成為無核武區。                                                                                  |
| 1986年 | 中澳保護候鳥及其棲息環境的協定                              | 中國與澳洲盡力減少對兩國間候鳥所到之主要地區的傷害；1988年實行。                                            |
| 1987年 | 中程核子武器條約                                            | 消除500－5,500公里射程的核子及常規彈道飛彈和地面發射巡弋飛彈；1988年確認及實行。                            |
| 1988年 | 氮氧化物議定書                                              | 控制及減少 氮氧化物；1991年實行。                                                                           |
| 1988年 | 聯合國禁止非法販運麻醉藥品和精神藥物公約                    | 為執行1961年通過的麻醉品單一公約和1971年精神藥物公約提供了另外的法律機制。                                  |
| 1989年 | 蒙特利爾公約                                                | 保護臭氧層的協定。                                                                                          |
| 1989年 | 歐洲常規武裝力量條約                                        | 削減雙方在歐洲地區常規武裝力量的條約。                                                                      |
| 1989年 | 帝汶海峽條約                                                | 澳洲與印尼政府簽訂；2001年重訂。                                                                            |
| 1990年 | 1990年馬來西亞－新加坡協議                                  | 關於馬來西亞政府籍馬來西亞鐵路擁有的在新加坡的鐵路用地的條約。                                              |
| 1990年 | 最終解決德國問題條約                                        | 佔領國（美國，蘇聯，英國和法國）聲明放棄在德國的所有權利及德國聲明放棄奧德河-尼斯河線以東領土所有權的要求。 |
| 1991年 | 布里歐尼協定                                                | 結束了斯洛文尼亞的十日戰爭。                                                                                |
| 1991年 | 阿布賈條約                                                  | 創立非洲經濟共同體的國際協議。                                                                              |
| 1991年 | 亞松森協定                                                  | 阿根廷、巴西、烏拉圭及巴拉圭簽訂的國際條約，成為建立南方共同市場的基礎。                                    |
| 1992年 | 馬城條約                                                    | 成立歐洲聯盟。                                                                                              |
| 1992年 | 聯合國氣候變化綱要公約                                      | 意圖減少溫室氣體以對付全球暖化。                                                                            |
| 1992年 | 開放天空條約                                                | 制定非武裝偵察機可在參與國領土上空飛行的國際方案。                                                          |
| 1992年 | 集體安全條約                                                | 亞美尼亞、哈薩克斯坦、格魯吉亞、俄羅斯、塔吉克斯坦及烏茲別克斯坦成立獨立國家聯合體。                        |
| 1993年 | 奧斯陸協議                                                  | 以色列政府與巴勒斯坦解放組織的和平協議。                                                                    |
| 1993年 | 化武公約                                                    | 宣佈生產、貯存及使用化學武器為不合法。                                                                      |
| 1994年 | 以色列－約旦和約                                            | 以色列與約旦關係正常化及解決兩國間領土糾紛。                                                                |
| 1994年 | 北美自由貿易協議                                            | 加拿大、美國及墨西哥的自由貿易協議。                                                                        |
| 1994年 | 克里姆林條約                                                | 停止核子導彈預先以程式瞄準任何國家及規定拆卸在烏克蘭的俄羅斯核子武器。                                      |
| 1994年 | 聯合國海洋法公約                                            | 管理海洋自然資源及抑制污染的公約。                                                                          |
| 1994年 | 聯合國防治荒漠化公約                                        | 對抗沙漠化及減輕乾旱的協議；1996年實施。                                                                    |
| 1995年 | 岱頓協定                                                    | 結束了波斯尼亞戰爭。設立了穆克聯邦及塞族共和國兩個實體                                                      |
| 1995年 | 服務貿易總協定                                              | 將多邊貿易體系擴大至服務業（即第三產業）。                                                                  |
| 1996年 | 全面禁止核試驗條約                                          | 禁止所有軍事或民用目的的核子試爆。                                                                          |
| 1996年 | Khasav-Yurt Accord                                          | 結束第一次車臣戰爭的停火協議。                                                                              |
| 1996年 | WIPO版權條約                                                | 因資訊科技的進步而規定給版權的附加保障。                                                                    |
| 1996年 | 世界知識產權組織表演和錄音制品條約                          | 確立影音工作的表演者及製作人的基本權利。                                                                    |
| 1997年 | 阿姆斯特丹條約                                              | 大大地修訂馬城條約；1999年5月1日生效。                                                                      |
| 1997年 | 渥太華條約                                                  | 完全禁止一切殺傷地雷（AP地雷）。                                                                            |
| 1997年 | 化武公約                                                    | 宣佈生產、貯存及使用化學武器為不合法。                                                                      |
| 1997年 | 京都議定書                                                  | 管轄減少排放溫室氣體；1997年談成，2004年確認，2005年生效。                                                  |
| 1998年 | 貝爾法斯特協議                                              | 北愛和平進程中一個主要的里程碑。                                                                            |
| 1998年 | POP 空氣污染議定書                                          | 規定控制及減少排放持久性有機污染物的協議；至今仍未實行。                                                    |
| 1998年 | 羅馬國際刑事法院規約                                        | 成立國際刑事法院。                                                                                          |
| 1999年 | 歐洲常規武裝力量條約                                        | 取代給予北大西洋公約組織及華沙公約組織的最高限度。                                                          |
| 1999年 | 東非共同體協議                                              | 烏干達、肯雅及坦桑尼亞成立東非共同體；2000年生效。                                                          |

## 腳注
1. ↑  亦稱為《辛丑各國和約》、《北京議定書》。
2. ↑  亦稱為沒有巴拿馬人簽署的條約。
3. ↑  亦稱為Taft-Katsura Memorandum.
4. ↑  亦稱為1909年曼谷條約。
5. ↑  亦稱為《凡爾賽條約》，全稱《協約國和參戰各國對德和約》。
6. ↑  亦稱為里加條約。
7. ↑  亦稱為五國關於限制海軍軍備條約。
8. ↑  全稱為關於廢棄戰爭作為國家政策工具的普遍公約，亦稱巴黎非戰公約或凱洛格—白里安公約。
9. ↑  亦稱為GCIII。
10. ↑  亦稱為限制和削減海軍軍備條約。
11. ↑  亦稱為威斯敏斯特法案。
12. ↑  亦稱為“完整议定书条约”和附件。
13. ↑  亦稱為希特拉—斯大林條約或蘇德互不侵犯條約。
14. ↑  亦稱為维斯条约。
15. ↑  亦稱為芝加哥公約。
16. ↑  亦稱為瓦尔基扎条约及瓦尔基扎和平协定。
17. ↑  簡稱為GATT。
18. ↑  亦稱為泛美聯防公約及里約熱內盧條約。
19. ↑  亦稱為華盛頓條約。
20. ↑  亦稱為GCIV。
21. ↑  亦稱對日和平條約。
22. ↑  亦稱為美澳紐安全條約。
23. ↑  亦稱為中華民國與日本國間和平條約，簡稱中日和平條約，又稱中日和約。
24. ↑  亦稱為一般性條約。
25. ↑  簡稱為CENTO；原名為中東條約組織或METO；亦稱為巴格達公約。
26. ↑  亦稱為馬尼拉公約。
27. ↑  全稱為關於重建獨立民主的奧地利的國家條約。
28. ↑  全稱為阿爾巴尼亞人民共和國、保加利亞人民共和國、匈牙利人民共和國、德意志民主共和國、波蘭人民共和國、羅馬尼亞人民共和國、蘇維埃社會主義共和國聯盟、捷克斯洛伐克共和國友好合作互助條約。
29. ↑  簡稱為ATS。
30. ↑  簡稱為日本國與美利堅合眾國之安全保障條約。
31. ↑  亦稱為愛麗榭條約。
32. ↑  亦稱為拉丁美洲和加勒比禁止核武器組織條約。
33. ↑  全稱為關於各國探索和利用包括月球和其他天體的外層空間活動所應遵守原則的條約。
34. ↑  亦稱為不擴散核武器條約。
35. ↑  簡稱為VCLT。
36. ↑  簡稱為PCT。
37. ↑  簡稱為FPDA。
38. ↑  也稱為拉姆薩爾公約，全稱為關於特別是作為水禽棲息地的國際重要濕地公約。
39. ↑  亦稱為ABMT。
40. ↑  亦稱為关于德意志联邦共和国与德意志民主共和国之间关系的条约.
41. ↑  亦稱為關於禁止發展、生產和儲存細菌（生物）及毒素武器和銷毀此種武器的公約。
42. ↑  簡稱為JAMBA。
43. ↑  亦稱為限制地下核武器試驗條約。
44. ↑  亦稱為指導各國在月球和其他天體上活動的協定。
45. ↑  簡稱為ANZCERTA。
46. ↑  正式名為中華人民共和國政府和大不列顛及北愛爾蘭聯合王國政府關於香港問題的聯合聲明。
47. ↑  亦稱為南太平洋無核區條約。
48. ↑  亦稱為又稱作蒙特利爾議定書，全名為蒙特利爾破壞臭氧層物質管制議定書。
49. ↑  簡稱為CFE。
50. ↑  正式名為歐洲聯盟條約。
51. ↑  簡稱為UNFCCC或FCCC。
52. ↑  簡稱為UNCLOS。
53. ↑  簡稱為GATS。
54. ↑  簡稱為CTBT。
55. ↑  亦稱為世界知識產權組織版權條約。
56. ↑  簡稱為WPPT。
57. ↑  亦稱為地雷禁止條約。
58. ↑  全稱為聯合國氣候變化綱要公約的京都議定書。
59. ↑  亦稱為受難日協定。

## 參閱條目
- 13世紀以前條約列表
- 1300年－1499年條約列表
- 1500年－1599年條約列表
- 1600年－1699年條約列表
- 1700年－1799年條約列表
- 1800年－1899年條約列表
- 條約列表
- 戰爭列表